# El camino de dagas
El camino de dagas (en inglés: The Path of Daggers) es una novela de fantasía del autor estadounidense Robert Jordan, el octavo libro de su serie La rueda de tiempo. Fue publicada por Tor Books y publicado el 20 de octubre de 1998. Tras su publicación, inmediatamente alcanzó la posición número 1 en la lista de best-sellers de ficción del New York Times, siendo el primer libro de la Rueda del tiempo en alcanzar el puesto # 1 en esa lista.
El título del libro es una referencia a un dicho de los Seanchan: «En las altas esferas, todos los caminos están pavimentados con dagas».

## Resumen de la trama
Elayne Trakand, Nynaeve al'Meara, Aviendha, y su coalición de encauzadoras utilizan el ter'angreal llamado el «Cuenco de los Vientos» para revertir el calor antinatural provocado por la manipulación del clima del Oscuro, y luego escapan de una invasión Seanchan viajando por un acceso a Andor, donde Elayne inicia su reclamo del trono.
Perrin Aybara se traslada a Ghealdan para detener a Masema Dagar, el autoproclamado Profeta del Dragón; pero sin saberlo rescata a la depuesta Reina Morgase de Andor de los hombres del Profeta. Luego obtiene el juramento de lealtad de Alliandre, la Reina de Ghealdan. Al final del libro, Faile Bashere es secuestrada por Shaido Aiel. Egwene al'Vere, la Sede Amyrlin de las Aes Sedai rebeldes, manipula a sus seguidoras rebeldes para que le den más control, y viajan a Tar Valon para iniciar el asedio a la Torre Blanca.
Rand al'Thor, con Asha'man e Illianos, intenta repeler la invasión Seanchan en Altara. Aunque tuvo éxito en las primeras escaramuzas, Rand pierde el control mientras empuña el sa'angreal Callandor, forzando la retirada de los suyos. Al regresar a Cairhien, Rand es atacado por Asha'man liderados por Dashiva. Mat Cauthon está ausente del libro, debido a las heridas sufridas al final del libro anterior, La corona de espadas. Anteriormente, Robert Jordan había hecho lo mismo con Perrin Aybara, que había estado ausente del Libro 5, Cielo en llamas.